# Punta Botón
La Punta Botón (en inglés: Knob Point) es un cabo que marca el extremo sudoeste de la isla Vindicación del grupo Candelaria del archipiélago de las Sandwich del Sur. Posee un pico de 415 m s. n. m. y enfrente se halla la roca Buda y otros islotes rocosos pequeños innominados. La Dirección de Sistemas de Información Geográfica de la provincia de Tierra del Fuego cita la punta en las coordenadas 57°04′11″S 26°54′09″O / -57.06972, -26.90250.
La punta fue cartografiada y nombrada por su forma peculiar en 1930 por el personal de Investigaciones Discovery del buque británico RRS Discovery II. Luego el topónimo fue traducido al castellano.
La isla nunca fue habitada ni ocupada, y es reclamada por el Reino Unido como parte del territorio británico de ultramar de las Islas Georgias del Sur y Sandwich del Sur y por la República Argentina, que la hace parte del departamento Islas del Atlántico Sur dentro de la provincia de Tierra del Fuego, Antártida e Islas del Atlántico Sur.